# 성결대학교
성결대학교(聖潔大學校, Sungkyul University)는 경기도 안양시의 대한민국의 개신교계 사립 대학이다. 1962년 김응조 목사가 사택에서 설립한 성결교신학교가 그 모태이다. 당초 서울특별시 서대문구에 있었지만, 1975년 현재의 안양시로 학교 부지를 이동하여 안양시 최초의 일반 대학이 되었다.
설립자는 성결교 목사인 김응조이며 명예교장은 이명직 목사였다. 국문 약칭으로 성결대(聖潔大)를 사용하며, 영문 양칙으로 SKU를 사용하고 있다.

## 역사
1962년 9월 20일 서울 서대문구 충정로 김응조 목사의 사택에서 약 50명의 입학생을 받아서 성결교신학교(聖潔敎神學校)를 개교했다.
김응조 목사는 4대 이사장이었던 홍대실 권사의 지원 아래 다음해인 1963년 행촌동(예성 총회 본부 건물 자리)에 현대식 건물로 3층 교사를 신축하였다. 성결교 신학교는 김응조 목사의 사저에서 나와 어엿한 학교 건물을 가진 신학교로서 새로운 출발을 하게 되었다. 이후에 홍대실 권사는 안양의 임야 2만 4천 평을 성결교 신학교에 기증하였고, 김응조 목사는 1974년 8월 이곳에 6층 높이의 1,500평 교사를 현대식으로 지어 안양 캠퍼스는 주간으로, 행촌동 교사는 야간으로 사용하였다.
성결교 신학교는 1966년부터 4년제 대학과 동등한 학력 인정을 받아 오다가 1991년 4년제 대학인 성결교 신학대학으로 개편되었고, 1995년 4월을 기해 일반 대학인 성결대학교로 발전하게 되어 2021년 기준 7개의 단과 대학 아래 총 30개 학부를 운영중이다.

### 연혁
- 1962년: 성결신학교 설립
- 1963년: 서울특별시 종로구 행촌동으로 이전
- 1965년: 성결교신학교 설립
- 1975년: 안양교사 준공
- 1975년: 경기도 안양시로 이전, 안양신학대학교
- 1991년: 정규 신학대학 개편
- 1992년: 성결교신학대학교로 교명 변경
- 1995년: 성결대학교로 교명 변경
- 1995년: 신학대학원과 사회개발대학원 설치
- 2008년: 글로벌센터 개관
- 2009년: 학술정보관 기공식
- 2013년: 교육부 선정 정부재정지원제한대학[2]
- 2015년: 교육부 2015 대학구조개혁평가 우수등급(B등급) 선정
- 2018년: 교육부 2주기 교육부 대학기본역량진단 자율대학 선정
- 2021년: 교육부 3주 교육부 대학기본역량진단 일반재정지원대학 선정

## 교육편제

### 학부
다음은 2021년 기준 성결대학교가 운영하는 학부 과정 일람이다.
| 신학대학                                     | 인문대학                                                                      | 사회과학대학 | 글로벌경영기술대학                                                                        |
| -------------------------------------------- | ----------------------------------------------------------------------------- | --- | ----------------------------------------------------------------------------------------- |
| - 신학과 - 기독교교육상담학과 - 문화선교학과 | - 국어국문학과 - 영어영문학과 - 중어중문학과                                  | - 국제개발협력학과 - 사회복지학과 - 행정학과 | - 관광개발학과 - 경영학과 - 글로벌물류학부 - 유통물류전공 - 국제물류전공 - 산업경영공학과 |
| 사범대학                                     | IT공과대학                                                                    | 예술대학 |                                                                                           |
| - 유아교육과 - 체육교육과                    | - 컴퓨터공학과 - 정보통신공학과 - 미디어소프트웨어학과 - 도시디자인정보공학과 | - 음악학부 - 성악전공 - 피아노전공 - 연극영화학부 - 영화영상전공 - 연기예술전공 - 뷰티디자인학과 - 공연음악예술학부 - 실용음악전공 - 현대교회음악전공 |                                                                                           |

### 대학원
성결대학교는 1개의 일반대학원과 4개의 특수대학원을 운영하는 중이다.
- 일반대학원
- 특수대학원
  - 신학대학원
  - 사회복지대학원
  - 교육대학원
  - 프라임대학원